# موش فرچه‌ای
موش فرچه‌ای (نام علمی: Peromyscus boylii) نام یک گونه از سرده موش‌های آهویی است. در مناطق کوهستانی مکزیک و غرب ایالات متحده آمریکا در ارتفاعات بیش از ۲۰۰۰ متر (۶۶۰۰ فوت) یافت می‌شود.